# Caloptilia teucra
Caloptilia teucra là một loài bướm đêm thuộc họ Gracillariidae. Nó được tìm thấy ở Hong Kong và Indonesia (Java).
Ấu trùng ăn Bridelia species. Chúng ăn lá nơi chúng làm tổ.